# Chronik von Edessa
Als Chronik von Edessa wird eine spätantike syrische Chronik bezeichnet. 
Die Chronik wurde von einem anonymen Autor wohl Mitte des 6. Jahrhunderts verfasst und schildert die Zeit von 201 bis 540. Der Verfasser benutzte offenbar Archivmaterialien aus der Stadt Edessa, welche auch im Mittelpunkt der 106 Kapitel steht. Des Weiteren zog er schriftliche Vorlagen heran, darunter vermutlich eine Chronik aus Antiochia und vielleicht ein Geschichtswerk über den damaligen Perserkrieg. Die Chronik von Edessa wurde Ludwig Hallier zufolge später von Dionysius von Tell Mahre und von Michael Syrus benutzt.
Der Text beruht auf einer einzigen Handschrift, die von Giuseppe Simone Assemani 1719 veröffentlicht wurde.